# Dasi de Salàpia
Dasi (en llatí Dasius) va ser un notable local de Salàpia que juntament amb Blatti (Blattius) dirigia la ciutat.
Dasi era favorable a Hanníbal i als cartaginesos i Blatti defensava els interessos de Roma, encara que secretament. Blatti, que no podia actuar sense el consentiment de Dasi, va voler convèncer-lo de passar al seu bàndol però Dasi va informar dels fets a Hanníbal, que va cridar els dos homes a la seva presència. Llavors l'un va acusar l'altre i Hanníbal no en va poder treure aigua clara. Finalment Salàpia i la guarnició cartaginesa dirigida per Blatti es van passar als romans. Dasi va morir a la matança que va seguir la conquesta romana l'any 210 aC, segons diuen Apià i Titus Livi.